# 유타-인하 DDS 및 신의료기술개발 공동연구소
유타-인하 DDS 및 신의료기술개발 공동연구소는 신기술융합형 성장동력사업(BT분야)의 하나인 '고효율 약물전달시스템(DDS) 및 신 의료기술 개발'을 위한 기초연구와 중계연구를 통해 BT분야의 인력양성 및 의료 분야의 산업화에 기여함을 목적으로 2009년 1월 15일 설립허가된 대한민국 과학기술정보통신부 소관의 재단법인이다. 사무실은 인천광역시 연수구 송도동 203-3 BRC연구소 4층에 있다.